# 神東郡
- 令制国一覧 > 山陽道 > 播磨国 > 神東郡
- 日本 > 近畿地方 > 兵庫県 > 神東郡

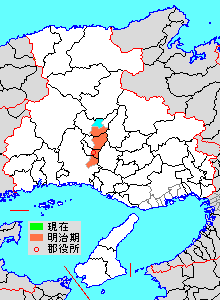
兵庫県神東郡の位置（水色：後に他郡から編入した区域）

神東郡（じんとうぐん）は、兵庫県（播磨国）にあった郡。

## 郡域
1879年（明治12年）に行政区画として発足した当時の郡域は、下記の区域にあたる。
- 姫路市の一部（豊富町各町・山田町各町・砥堀・仁豊野・船津町および城見台の一部）
- 神崎郡福崎町の一部（市川以東）
- 神崎郡市川町の一部（市川以東）
- 神崎郡神河町の一部（貝尾、寺野、柏尾、東柏尾、粟賀町、吉冨、山田、根宇野より南東）

## 歴史
古代の神崎郡が平安時代末期に市川を境に神東郡・神西郡に分割されて成立。

### 近世以降の沿革
- 「旧高旧領取調帳」に記載されている明治初年時点での支配は以下の通り。●は村内に寺社領が、○は寺社除地[1]が存在。幕府領は谷町代官所が管轄。（77村）

| 知行         | 知行                             | 村数 | 村名 |
| ------------ | -------------------------------- | ---- | --- |
| 幕府領       | 幕府領                           | 1村  | 南山田村 |
| 幕府領       | 旗本領（交代寄合池田氏）         | 9村  | 根宇野村、山田村、●中村、粟賀村、福本村、貝野村、寺野村、加納村、●上吉富村 |
| 幕府領       | 旗本領（その他）                 | 2村  | 屋形村、下吉富村 |
| 幕府領       | 旗本領（交代寄合池田氏・その他） | 1村  | 柏尾村 |
| 藩領         | 播磨姫路藩                       | 63村 | 下砥堀村、上砥堀村、藪田村、曽坂村、砂川村、津熊村、金竹村、栗橋村、橋爪村、下仁豊野村、重国村、酒井村、岩屋村、黒田新村、細野村、太尾村、○江鮒村、鍛冶内村、仁色村、牧野村、中野村、下垣内村、上野村、西山田村、東多田村、西多田村、御立村、三又村、宮脇村、八幡新村、鍛冶屋村、庄村、小倉村、余田村、中島村、長目村、八反田村、吉田村、西光寺村、南大貫村、西大貫村、亀坪新村、東大貫村、大門村、●加治谷村、北野村、田尻村、西野々村、辻川村、井ノ口村、西田中村、保喜村、北田中村、上田中村、○下瀬加村、上瀬加村、東川辺村、西川辺村、浅野村、西小畑村、東小畑村、上牛尾村、下牛尾村 |
| 幕府領・藩領 | 幕府領・姫路藩                   | 1村  | 北山田村 |

- 慶応4年

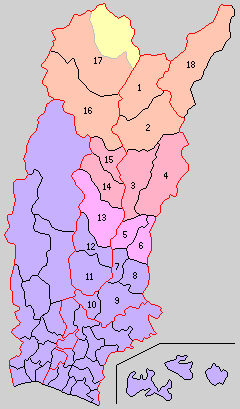
1.大山村 2.粟賀村 3.川辺村 4.瀬加村 5.田原村 6.八千種村 7.船津村 8.山田村 9.豊富村 10.砥堀村（紫：姫路市 桃：神崎郡福崎町 赤：神崎郡市川町 橙：神崎郡神河町 11 - 17は神西郡 18は多可郡）

  - 2月2日（1868年2月24日） - 幕府領が兵庫裁判所の管轄となる。
  - 5月23日（1868年7月12日） - 兵庫裁判所の管轄地域が兵庫県の管轄となる。
  - 6月20日（1868年8月8日） - 交代寄合池田氏が立藩して福本藩となる。
- 明治2年（1869年） - 旗本領（その他）が兵庫県の管轄となる。
- 明治3年（1870年）
  - 一橋徳川家領が兵庫県の管轄となる。
  - 11月23日（1871年1月13日） - 福本藩が廃藩。管轄地域が鳥取藩の管轄となる。
  - 11月 - 兵庫県の管轄地域が生野県の管轄となる。
- 明治4年
  - 7月14日（1871年8月29日） - 廃藩置県により、藩領が姫路県、鳥取県の管轄となる。
  - 11月2日（1871年12月13日） - 第1次府県統合により、全域が姫路県の管轄となる。
  - 11月9日（1871年12月20日） - 飾磨県の管轄となる。
- 明治初年 - 下砥堀村の一部が分立して風灰村となる。（78村）
- 明治8年（1875年） - 下仁豊野村が神西郡仁豊野村に合併。仁豊野村の所属郡が本郡に変更。
- 明治9年（1876年）8月21日 - 第2次府県統合により兵庫県の管轄となる。同年に下記の各村の統合が行われる。（65村）
  - 八千種村 ← 鍛冶屋村、庄村、小倉村、余田村
  - 南田原村 ← 中島村、長目村、八反田村、吉田村、西光寺村、西野々村
  - 東田原村 ← 亀坪新村、大門村、加治谷村
  - 西田原村 ← 北野村、田尻村、辻川村、井ノ口村
  - 仁色村の一部（仁色新田）が神西郡中野村と合併して神西郡中仁野村となる。
- 明治11年（1878年） - 下記の各村の統合が行われる。（39村）
  - 吉富村 ← 下吉富村、上吉富村
  - 砥堀村 ← 下砥堀村、上砥堀村、風灰村
  - 御蔭村 ← 藪田村、曽坂村、砂川村、金竹村、栗橋村、橋爪村
  - 豊富村 ← 津熊村、重国村、酒井村、太尾村、江鮒村、鍛冶内村
  - 神谷村 ← 岩屋村、黒田新村、細野村
  - 船津村 ← 仁色村、中野村、下垣内村、上野村、御立村、三又村、宮脇村、八幡新村
  - 多田村 ← 東多田村、西多田村
  - 大貫村 ← 南大貫村、西大貫村、東大貫村
  - 小畑村 ← 西小畑村、東小畑村
- 明治12年（1879年）1月8日 - 郡区町村編制法の兵庫県での施行により、行政区画としての神東郡が発足。「神東神西郡役所」が屋形村に設置され、神西郡とともに管轄。
- 明治15年（1882年） - 多可郡大山村・猪篠村の所属郡が本郡に変更。（41村）
- 明治19年（1886年） - 「神東神西郡役所」が後の田原村に移転。
- 明治22年（1889年）4月1日 - 町村制の施行により、以下の各村が発足。（10村）
  - 大山村 ← 吉富村、大山村、猪篠村（現・神崎郡神河町）
  - 粟賀村 ← 粟賀村、中村、山田村、根宇野村、福本村、東柏尾村[3]、加納村、柏尾村、貝野村、寺野村（現・神崎郡神河町）
  - 川辺村 ← 屋形村、浅野村、西川辺村、東川辺村、小畑村、西田中村、上田中村、北田中村、保喜村（現・神崎郡市川町）
  - 瀬加村 ← 上牛尾村、下牛尾村、上瀬加村、下瀬加村（現・神崎郡市川町）
  - 田原村 ← 西田原村、東田原村、南田原村（現・神崎郡福崎町）
  - 八千種村 ← 大貫村、八千種村（現・神崎郡福崎町）
  - 船津村（単独村制。現・姫路市）
  - 山田村 ← 牧野村、西山田村、南山田村、北山田村、多田村（現・姫路市）
  - 豊富村 ← 豊富村、御蔭村、神谷村（現・姫路市）
  - 砥堀村 ← 仁豊野村、砥堀村（現・姫路市）
- 明治29年（1896年）4月1日 - 郡制の施行のため、「神東神西郡役所」の管轄地域および多可郡越知谷村の区域をもって神崎郡が発足。同日神東郡廃止。

## 行政
神東・神西郡長
| 代 | 氏名 | 就任年月日               | 退任年月日                | 備考                                               |
| -- | ---- | ------------------------ | ------------------------- | -------------------------------------------------- |
| 1  |      | 明治12年（1879年）1月8日 |                           |                                                    |
|    |      |                          | 明治29年（1896年）3月31日 | 神西郡および多可郡越知谷村との合併により神東郡廃止 |